# Christian Franke (Politiker, 1891)

Christian Franke

Christian Franke (* 24. Januar 1891 in Todtenhausen (Minden); † 15. September 1972 in Weener) war ein deutscher Unternehmer, Politiker (NSDAP) und Gauwirtschaftsberater.

## Leben und Wirken
Christian Franke wurde als Sohn eines Landwirtes geboren. Nach dem Besuch der Oberrealschule bis zur Obersekunda trat er in den Verwaltungsdienst ein. Im Ersten Weltkrieg kämpfte er von 1914 bis 1918 an der Westfront. 1917 übernahm er die Leitung der Munitionsabteilung beim Generalkommando des 26. Reserve-Armee-Korps. 1918 wechselte Franke, der im Krieg mit dem Eisernen Kreuz beider Klassen ausgezeichnet wurde, „zur Erledigung besonderer Aufgaben“ ins Artillerie-Regiment III.
Nach dem Krieg war Franke in der Industrie tätig. 1921 wurde er Fabrikgeschäftsführer und 1924 Vorstandsmitglied einer Aktiengesellschaft. 1928 übernahm er eine Stelle als Exportdirektor in einem größeren Fabrikunternehmen in Holland.
Zum 1. Februar 1931 trat Franke in die NSDAP ein (Mitgliedsnummer 455.726). 1932 wurde er Gauwirtschaftsberater der NSDAP und Gaukampfbundführer des gewerblichen Mittelstandes im NSDAP-Gau Westfalen-Nord. 1933 ernannte der Treuhänder der Arbeit für das Wirtschaftsgebiet Westfalen ihn zu seinem Sonderbeauftragten.
Von März 1933 bis Mai 1945 saß Franke als Abgeordneter der NSDAP für den Wahlkreis 17 (Westfalen-Nord) im Reichstag. Franke war Träger des goldenen Parteiabzeichens.
Franke war ferner bis zu ihrer Schließung 1942 Präsident der Industrie- und Handelskammer in Münster, Mitglied des engeren Beirats der Reichswirtschaftskammer und Beiratsmitglied der deutschen Gruppe der Internationalen Handelskammer für die Niederlande sowie von 1935 bis 1945 Preußischer Provinzialrat der Provinz Westfalen.
Franke wurde 1938 Teilhaber der arisierten Westdeutschen Sperrholzwerke Hugo Bresser & Co. in Wiedenbrück. Franke denunzierte den Geschäftsführer Hugo Bresser, der Anfang 1945 in NS-Haft starb. Franke wurde daher wegen Verbrechens gegen die Menschlichkeit 1948 vom Landgericht Paderborn zu zwei Jahren und zehn Monaten Gefängnis verurteilt.